# Dolmens du Bois des Roches
Les dolmens du Bois des Roches, appelés aussi dolmens des Chaumettes, sont un ensemble de dix dolmens situés à cheval sur les communes de Beaulieu (six dolmens) et Saint-André-de-Cruzières (quatre dolmens), dans le département français de l'Ardèche en France.

## Description

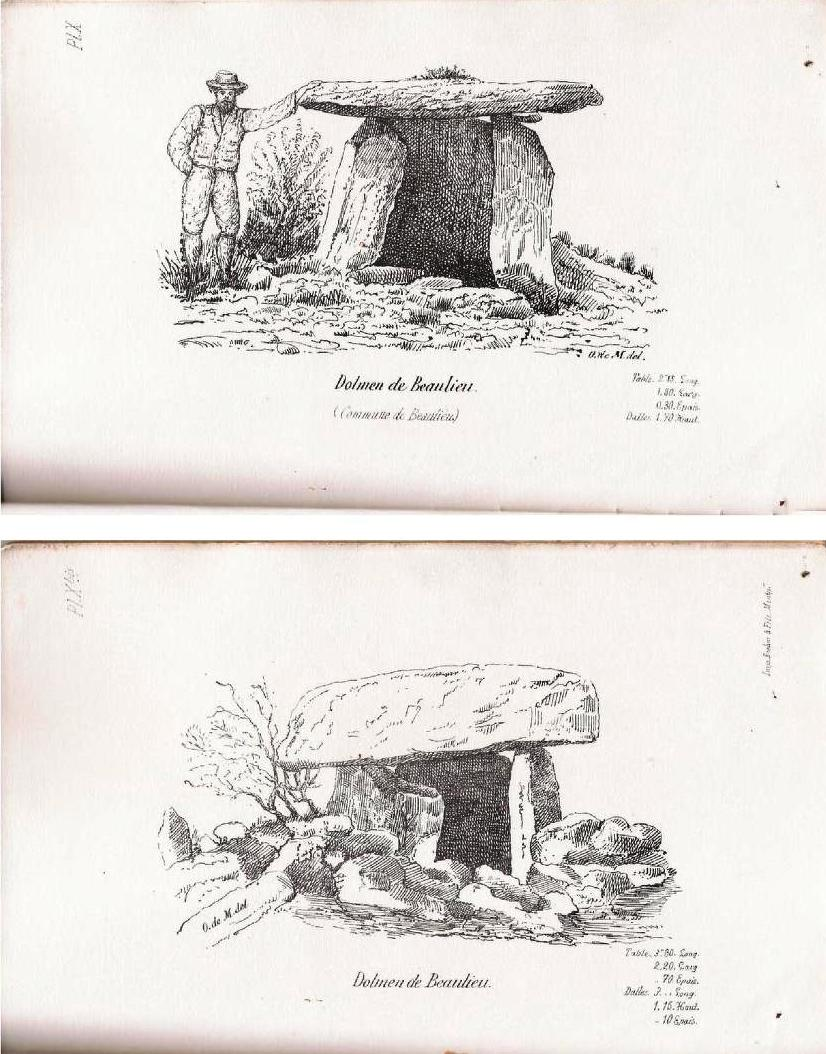
Image scannée de l'ouvrage de Jules Ollier de Marichard, édition de 1882- Imprimerie du Roure à Privas.

## Historique
Le dolmen no 1 est classé au titre des monuments historiques en 1889. Il est décrit pour la première fois par Jules de Malbos (1782-1867), savant géologue et spéléologue ardéchois.